# سایه ذهن (بازی ویدئویی)
سایه ذهن (به انگلیسی: Mindshadow) یک بازی ویدئویی در سبک ماجراجویی است که در سال ۱۹۸۴ برای اپل ۲ و پی سی بوتر و یک سال بعد برای آمیگا، آمستراد سی پی سی، آتاری ۸ بیت، آتاری اس تی، کمودور ۶۴، مکینتاش و اسپکتروم منتشر گردید. این بازی توسط شرکت «اینترپلی پروداکشنز» تولید و به وسیله «اکتیویژن» منتشر شد.

## داستان بازی
بازیباز در نقش فردی که حافظه‌اش را از دست داده و در یک ساحل ناشناس به هوش می‌آید، ایفای نقش می‌کند. این محل جزیره‌ای است که از ساحل، صخره‌های سنگی، یک کلبه و یک منطقه «شن‌های روان» تشکیل شده که تمام این مراحل در کنار هم مانند یک «هزارتو» در مقابل بازیباز عمل می‌کنند و راه او را برای رسیدن به قسمت‌های بعدی بازی دشوار می‌کنند. هدف اصلی بازیباز در این جزیره پیدا کردن وسایل لازم و روشن کردن یک آتش بزرگ است تا بتواند توجه کشتی‌های گذری را برای نجات به خود جلب کند.
بعد از این قسمت بازیباز خود را بر روی عرشه یک کشتی دزدان دریایی پیدا می‌کند. این کشتی در دریا بدون هیچ هدفی و در حال فرار از دست یک کشتی جنگی دولتی می‌باشد. بازیباز باید راهی پیدا کند تا کشتی را متوقف کرده و بتواند خود را به لندن برساند. قهرمان بازی در طول داستان بازی خاطرات و نشانه‌هایی از زندگی گذشته خود به یاد می‌آورد و پس از رسیدن به لندن و مسافرت به لوکزامبورگ، نشانه‌های بیشتری دریافت و سرانجام با سرنوشت خود روبرو می‌شود.
اگر بازیباز بتواند در همان ابتدای بازی نشانه‌های کافی (خواندن تکه‌های روزنامه، یا پیدا کردن پیام‌های نوشته شده بر روی اجساد) را به دست آورد، می‌تواند بسیار زود حافظه خود را بازیابی کند. در این مقطع از بازی مشخص می‌شود که قهرمان بازی یک کارخانه دار پولدار است به نام «ویلیام آرکمن» که یک برادر دوقلوی بد ذات به نام «ژارد» دارد و او نقشه ناپدید کردن برادرش را می‌کشد تا بتواند از مزایای اجتماعی برادر ثروتمندش به نفع خود استفاده کند. داستان دقیقاً از جایی شروع می‌شود که ویلیام توسط برادرش بیهوش شده و در یک جزیره خالی از سکونت رها می‌شود.

## گیم پلی
این بازی در ژانر ماجراجویی و به صورت تعاملی و دارای دید اول شخص می‌باشد. صفحه بازی تشکیل شده از یک پنجره که از درون آن مناظر بازی به بازیباز نشان داده می‌شود. گرافیک این بازی به صورت اسکرین شات‌های ثابت از مناظر، محیط یا شخصیت‌های بازی نمایش داده می‌شود.
بازیباز باید با وارد کردن دستورهای از پیش تعیین شده به بازی، اقدام به تعامل با محیط بازی نماید. یک دستور ویژه با عنوان HELP CONDOR در بازی وجود دارد که با وارد کردن آن، یک کرکس ظاهر شده و در صورت امکان راهنمائی‌های سربسته و رمز آلودی به بازیباز می‌کند. نکته دیگر این که تنها ۳ بار می‌توان از این دستور در طول بازی استفاده کرد.

## بازتاب‌ها
«ال گیمز» به این بازی ۲٫۵ ستاره از ۵ را داد و در مورد آن نوشت: «این بازی یک بازی درجه دوم در مورد فراموشی است که گرافیک ضعیفی دارد. البته اگر شما یکی از طرفداران پروپاقرص بازی‌های ماجراجویی باشید برایتان قابل تحمل است؛ ولی در هر حال این بازی لذت بخش نیست.»
مجله آلمانی ASM نمره ۸٫۵ از ۱۰ را به این بازی داد. ماهنامه انگلیسی Zzap! به نسخه کمودور ۶۴ این بازی ۷۵ از ۱۰۰ و مجله Your Sinclair نمره ۷ از ۱۰ داد.